# زياد فصاح
زياد فصاح (10 يونيو 1954 في مونروفيا، ليبيريا) هو لغوي لبناني وبرازيلي. يدعي إنه يتكلم 58 لغة مثل الفرنسية، الاسبانية، الصينية، اليابانية، الهندية واللغة السواحلية. يقطن في البرازيل منذ 1970.
ولكن في المسلسلة «فيفا اللونيس» فقد فشل زياد بفهم جمل مبتدئة بالفنلندية، الفارسية، الروسية، الصينية، اليونانية، والهندية. في جزء من الأجزاء البرنامج سأله شخص روسي: "?Какой сегодня день недели" (بالمعنى «الآن نحن في أي يوم في الأسبوع؟») وكانت إيجابته فقط "...Какой" (بالمعنى «أي؟»).
```
وقد وضعه الكاتب اريك جانمارك بقائمة عظماء تعلم اللغات في العالم والمفرطين في مجال اللغات المتعددة
```